# Acacia kempeana
Acacia kempeana — вид квіткових рослин з родини бобових. Ареал: Австралія (Північна територія, Квінсленд, Південна Австралія, Західна Австралія).

## Середовище
Acacia kempeana широко розповсюджена в посушливих і напівпосушливих внутрішніх районах Західної Австралії, Південної Австралії, Північної території та Квінсленда. Цей кущ часто росте на кам'янистих схилах пагорбів і в різних типах ґрунтів, особливо на грубоструктурованому алювію, і часто може бути частиною мульга-лісових угруповань на рівнинах із піщаними та суглинистими ґрунтами.

## Біоморфологічна характеристика
Росте як розлогий кущ або дерево з багатьма стеблами, як правило, до висоти від 1 до 6 м, але може досягати більше 10 м. Він має бороздчасту, як правило, сіру або коричневу кору та голі гілочки. Філодії мають яскраво-зелений або сіро-зелений або синьо-зелений колір, плоскі, приблизно до 9 см у довжину та 1,5 см ушир. Філодії мають від вузькоеліптичної до вузькоеліптичної, іноді вузько-прямоланцетної форми. Квітки з січня-квітня по вересень жовті, у циліндричних суцвіттях довжиною від 1 до 2 см. Стручки близько 7 см в довжину і 1,5 см в ширину.

## Використання
Кущ дає їстівну камедь і насіння.